# Actinidia ulmifolia
Actinidia ulmifolia là một loài thực vật thuộc họ Actinidiaceae. Đây là loài đặc hữu của Trung Quốc.